# Eden Espinosa
Eden Erica Espinosa (Anaheim, 2 febbraio 1978) è un'attrice, cantante e doppiatrice statunitense, nota soprattutto come interprete di musical.

## Biografia
Debutta a Broadway nell'ottobre 2003 nella produzione originale del musical Wicked, in cui lavora come sostituta di Idina Menzel nel ruolo della protagonista Elphaba; ha modo di interpretare la parte per un mese intero durante l'assenza della Menzel, il che le dà la possibilità di recitare al fianco di Kristin Chenoweth. Nel settembre 2004 lascia Wicked per il musical Brooklyn, che rimane in scena a Broadway dall'ottobre all'aprile 2005. Alla chiusura di Brooklyn, Espinosa torna ad interpretare Elphaba a San Francisco e nel gennaio 2006 torna nella produzione di Broadway, con cui rimane fino ad ottobre, quando Ana Gasteyer la sostituisce nel ruolo di Elphaba.
Dopo aver interpretato nuovamente Elphaba dal febbraio all'ottobre 2007 a Los Angeles, Epinosa torna a Broadway nell'ultimo cast del musical Premio Pulitzer Rent, con cui rimane fino al settembre 2008. Il mese dopo torna nella produzione di Los Angeles di Wicked, con cui rimane fino alla fine delle repliche nel gennaio 2009. Interpreta per l'ultima volta Elphaba tra il marzo e il giugno 2010 a Broadway. Successivamente interpreta Sheila nel revival di Broadway di Hair con Will Swenson e Gavin Creel. Nel 2016 interpreta Eva Peron nel musical Evita a Nashville, mentre nel 2018 recita nel ruolo di Anita in una versione concertistica di West Side Story alla Royal Albert Hall di Londra. Nel 2019 si unisce alla tournée statunitense di Falsettos nel ruolo di Trina, mentre nel 2024 è Tamara de Lempicka nel musical Lempicka a Broadway, che le vale una candidatura al Tony Award alla miglior attrice protagonista in un musical.

## Filmografia

### Televisione
- Law & Order - I due volti della giustizia - serie TV, 1 episodio (2006)
- Ugly Betty - serie TV, 1 episodio (2007)
- Rent: Filmed Live on Broadway - film TV (2008)
- Elementary  - serie TV, 1 episodio (2018)

### Doppiaggio
- Robot Chicken - serie d'animazione, 15 episodi (2007-2018)
- Titan Maximum - serie d'animazione, 9 episodi (2009)
- Mad - serie d'animazione, 2 episodi (2011-2013)
- Rapunzel - Prima del sì - film TV (2017)
- Elena di Avalor - serie d'animazione, 2 episodi (2016-2018)
- Rapunzel: La serie - serie d'animazione, 68 episodi (2017-2020)

## Doppiatrici italiane
Nelle versioni in italiano delle opere in cui ha recitato, Eden Espinosa è stata doppiata da
- Monica Migliori in FBI: Most Wanted

Come doppiatrice è stata sostituita da:
- Stella Musy in Rapunzel - La serie
- Giò Giò Rapattoni in Elena di Avalor